# Alvaneu
Alvaneu (rätoromanska: Alvagni) är en tidigare kommun i dåvarande distriktet Albula i den schweiziska kantonen Graubünden, som från och med 2015 ingår i kommunen Albula/Alvra.
Byn Alvaneu (Alvaneu-Dorf) ligger på en terrass ovanför floden Albula, medan kurorten Alvaneu-Bad ligger nere i dalbotten och har en järnvägsstation på Rhätische Bahn. strax öster om distriktshuvudorten Tiefencastel.
Det traditionella språket är surmeirisk rätoromanska, som förr var hela befolkningens modersmål. Under 1900-talet dock detta språk trängts undan alltmer på bekostnad av tyska. Vid folkräkningen år 2000 hade endast var sjätte invånare rätoromanska som modersmål. Låg- och mellanstadieskolan i Alvaneu är tyskspråkig, men med rätoromanska som skolämne, och har elever även från grannbyn Surava samt grannkommunen Schmitten.
Kyrkan är katolsk, och den reformerta minoriteten av invånarna söker sig till kyrkan i grannkommunen Filisur.

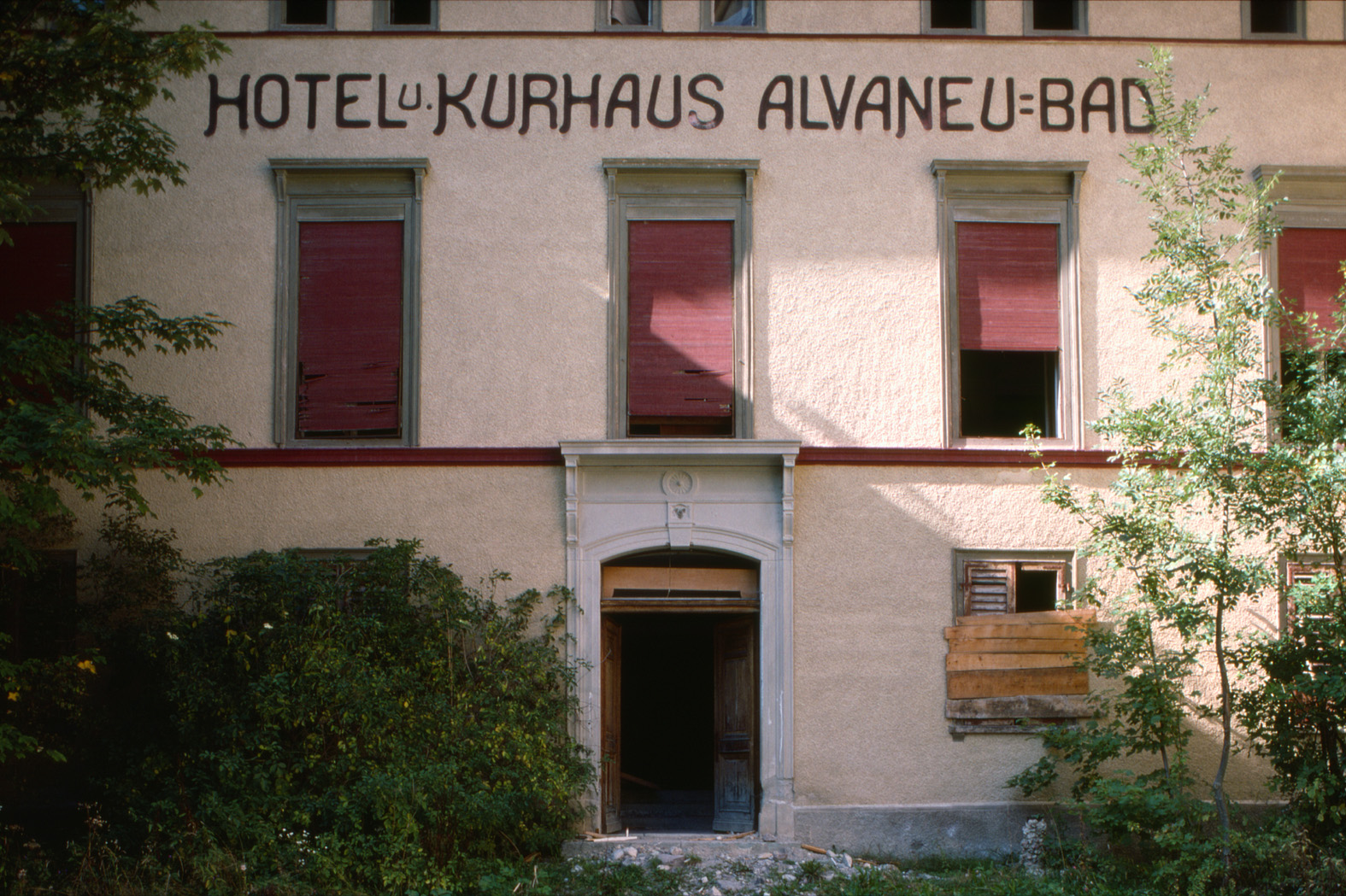
Alvaneu-Bad